# Zorrita Martínez
Zorrita Martínez es una película española, dirigida por Vicente Escrivá y estrenada en 1975. 

## Argumento
Zorrita Martínez (Nadiuska) es el nombre artístico de Lydia Martínez, una artista venezolana afincada en España. Zorrita, sin embargo, se topa con un problema inesperado: no puede permanecer más tiempo en el país si no contrae matrimonio con un hombre de nacionalidad española. Inicia por tanto, la búsqueda de novio y lo encuentra en la persona de Serafín Tejón, ventrílocuo de profesión, quien además relanza su carrera artística.
- Datos: Q6171846